# Yellowcake

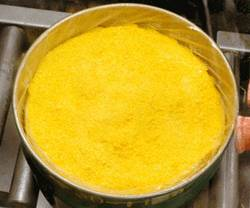
En balja gul yellowcake

Yellowcake, urania, "gulkaka", är ett numera brunt eller svart mineralkoncentrat, som erhålls från ett mellansteg i bearbetning av uranmalm. Det består av oxider av uran, som ett kommersiellt halvfabrikat och kan förädlas vidare till rent uran. Koncentratet som produceras av de flesta moderna fabriker är, trots sitt namn, faktiskt brunt eller svart, inte gult; namnet kommer från färgen i de koncentrat som producerades i tidigare gruvdrift.

## Beredning
Yellowcake koncentratet framställas genom olika utvinnings- och raffineringsmetoder, beroende på malmens art. Typisk yellowcake erhålls genom malning och lakning av uranmalm och bildar ett grovt pulver med stickande lukt, är olösligt i vatten och innehåller ca 80 % uranoxider, som smälter vid ca 2878 °C.
Den råa uranmalmen krossas först till ett fint pulver i krossar och kvarnar för att producera förbehandlad malm. Denna behandlas vidare med koncentrerad svavelsyra, alkaliska eller peroxidlösningar för att laka ut uranet. Även bakterielakning kan användas. Yellowcake är vad som återstår efter torkning och filtrering.